# Nilo Palazzoli
Nilo Palazzoli (Grosseto, 11 aprile 1934 – 23 febbraio 2008) è stato un calciatore italiano, di ruolo centrocampista e attaccante.
Un anno dopo la sua morte gli è stato intitolato un campo da calcio in via Michelangelo a Grosseto, che viene usato come campo di allenamento dalla prima squadra dei toscani; dal 2008 viene organizzato in sua memoria il Torneo Nilo Palazzoli, riservato alla categoria Giovanissimi. Nel 2012 gli viene intitolata una via di Grosseto.

## Caratteristiche tecniche
Centrocampista che in campo era in grado allo stesso tempo sia di supportare ai massimi livelli la regia della squadra, sia di prenderne direttamente le redini e rivelarsi decisivo in fase offensiva.

## Carriera

### Giocatore
Esordisce nel Grosseto, squadra della sua città natale, nella stagione 1950-1951, nella quale mette a segno 4 reti in 21 presenze nel campionato di Serie C; l'anno seguente i toscani giocano invece in Prima Divisione, campionato in cui Palazzoli totalizza 20 presenze e 9 gol. Dopo un'ulteriore stagione da 28 presenze e 2 gol in IV Serie con la squadra maremmana viene acquistato dal Como, con cui nella stagione 1953-1954 gioca 2 partite in Serie B, venendo riconfermato anche per la stagione 1954-1955, nella quale disputa 14 partite senza mai segnare nella serie cadetta. Rimane nella squadra lariana anche per l'intera stagione 1955-1956, nella quale disputa altre 14 gare in seconda serie. A fine anno viene ceduto al Catania, dove rimane nelle stagioni 1956-1957 e 1957-1958, nelle quali disputa rispettivamente 11 e 17 presenze, senza mai segnare, arrivando così ad un totale di 58 presenze in carriera in Serie B. Dopo aver giocato per una stagione al Grosseto in IV Serie nella stagione 1959-1960 si trasferisce in Svizzera al Chiasso, con la cui maglia segna 6 gol in 25 presenze nella prima divisione elvetica. Dopo un'ulteriore parentesi al Grosseto, in cui gioca per un anno in Serie D, nella stagione 1961-1962 segna 9 gol in 21 presenze nella seconda serie svizzera al Chiasso, rimanendo in squadra anche l'anno seguente (in massima serie, vista la promozione conquistata) nel quale va a segno 5 volte nei 22 incontri giocati. A fine anno torna per la quarta ed ultima volta al Grosseto, con cui gioca due campionati consecutivi in Serie C ed altri 3 campionati in Serie D, per un totale in carriera di 260 presenze e 48 reti con la maglia del Grosseto, di cui è il secondo giocatore per numero di presenze (dietro solo a Carlo Zecchini che è a quota 273) ed il quinto marcatore di tutti i tempi.

### Allenatore
Inizia la carriera da allenatore nella stagione 1974-1975, nella quale subentra ad Andrea Bassi sulla panchina del Grosseto, in Serie C. Allena poi i biancorossi, di cui dal 1975 al 1977 era invece stato vice allenatore, per l'intera stagione 1977-1978 (chiusa con la retrocessione nel neonato campionato di Serie C2) e per la prima parte della stagione 1978-1979, nella quale è stato esonerato a stagione in corso in favore di Francesco Carpenetti. Torna sulla panchina del Grosseto nella stagione 1981-1982, nella quale guida la squadra ad un 6º posto in Serie C2 dopo aver sostituito in panchina Valentino Persenda; allena poi per alcuni anni nel settore giovanile maremmano. Nella stagione 1985-1986 ottiene invece una promozione dalla Promozione al Campionato Interregionale, nel quale allena la squadra durante la stagione 1986-1987 fino a quando non viene sostituito a campionato in corso da Francesco Carpenetti. Con i suoi sette campionati da tecnico è l'allenatore ad aver allenato per più anni la società toscana.

### Dirigente
Dopo aver terminato la carriera da allenatore ha svolto per alcuni anni il ruolo di dirigente nel settore giovanile del Grosseto.

## Palmarès

### Giocatore

#### Competizioni nazionali
- Lega Nazionale B: 1

Chiasso: 1961-1962
- Serie D: 1

Grosseto: 1960-1961

#### Competizioni regionali
- Promozione: 1

Grosseto: 1951-1952